# 薩頓敦 (北卡羅萊納州)
薩頓敦（英語：Suttontown）是位於美國北卡羅萊納州桑普森縣的非建制地區。

## 地理
薩頓敦所處的海拔為高於海平面52米（即171英呎），而該地所採用的時區為UTC-5，即北美东部时区（EST）。同時該地設有夏令時間，為UTC-5調快一小時，即UTC-4（EDT）。